# لیکه مارتنس
لیکه مارتنس (به هلندی: Lieke Martens) (زادهٔ ۱۶ دسامبر ۱۹۹۲) بازیکن زن فوتبال اهل هلند است که هم‌اکنون در باشگاه فوتبال زنان پاری سن ژرمن بازی می‌کند. او در سال ۲۰۱۷ جایزه بهترین بازیکن زن یوفا را دریافت کرد.
وی همچنین در سال ۲۰۱۷ جایزه بهترین بازیکن زن فیفا را هم دریافت کرد.